# ستان هيرد
ستان هيرد (بالإنجليزية: Stan Herd)‏ هو فنان أمريكي، ولد في 1950.